# Roques Blanques (Gósol)
Les Roques Blanques és una muntanya de 2.150 metres que es troba entre els municipis de Gósol i de Saldes, a la comarca catalana del Berguedà.